# Juan Miguel del Castillo
Juan Miguel del Castillo (Jerez de la Frontera, 1975) és un realitzador i guionista espanyol. El 2015 va realitzar el seu primer llargmetratge Techo y comida, interpretat per l'actriu Natalia de Molina.

## Biografia
Nascut a Jerez de la Frontera (Cadis) el 24 de setembre de 1975. Estudia direcció i realització de cinema al centre d'estudis cinematogràfics de Catalunya (2000). Tècnic superior d'imatge aLa Granja, Jerez (1999).

## Inicis
Director de videoclips comercials, Juan Miguel del Castell és guionista i director d'una dotzena de curtmetratges, entre els quals destaquen tres títols: Esta caja no es tonta (2001), El rey de las cosas (2002) y Rosario (2005). El 2015 va presentar el seu primer llargmetratge, Techo y comida, protagonitzat per Natalia de Molina.

## Techo y comida
Juan Miguel del Castillo va emprendre el projecte el 2013. Un any després, durant la primavera de 2014 va rodar en Jerez de la Frontera durant quatre setmanes el film. Es va estrenar el 4 de desembre de 2015 i va obtenir un bon acolliment per part de crítica i públic. A més, va obtenir tres nominacions als Premis Goya (millor direcció novella, intèrpret femenina i cançó original), i nou candidatures als Premis Asecan del Cinema Andalús que concedeix l'Associació d'Escriptores i Escriptors Cinematogràfics d'Andalusia en col·laboració amb la Fundació SGAE.

## Reconeixements
Al desembre de 2015 va obtenir el Premi Asecan opera prima. Al setembre la seva pel·lícula va ser Biznaga de plata premio del públic i Bisnaga de plata a la millor actriu del Festival de Màlaga el 2015.